# 谷忠澄
谷忠澄（日语：／ Tani Tadazumi，1534年—1600年12月12日）是日本戰國時代至安土桃山時代的武將，長宗我部氏家臣，弟弟是瀧本寺非有，通稱忠兵衛。

## 生涯
天文3年（1534年），忠澄出生，最初他是土佐國一宮土佐神社的神主，後來長宗我部元親招募其成為家臣，並且活躍於外交方面。
天正12年（1584年）11月，羽柴秀吉在小牧、長久手之戰後與德川家康和織田信雄議和，並且翌年發動紀州征伐意圖佔領紀伊國，又派其弟羽柴秀長進駐和歌山城以表明意欲進攻四國地方。對此，長宗我部氏的家臣恐怕與秀吉兵戎相見，於是說服主君元親議和，其後元親派忠澄前往秀吉處希望其承認四國全域均屬於長宗我部領。按《小早川文書》記載，秀吉要求元親交出讚岐和阿波，並且安堵其伊予和土佐的領地，在雙方無法得出共識的情況下，最終演變成秀吉出兵攻打四國。
天正13年（1585年）6月，秀吉以秀長為總大將，展開四國征伐。當時，忠澄與江村忠俊一同於一宮城防守，元親甚至動員附近的地侍支援一宮城，總共約9,000人參加這場攻城戰。相對地，羽柴軍則派出蜂須賀正勝、藤堂高虎、增田長盛、仙石秀久、戶田勝俊和一柳直末等5萬人出戰，包圍城池東、北和西三方面，並且一同對城內發射鐵砲，然後同時攻向城池，但是城內士氣未有受到影響，導致戰鬥陷入膠著狀態。面對城內的猛烈抵抗，秀長截斷通往城池的水源，並且挖掘地道，嘗試令城池崩塌，守將忠澄和親俊對此顯得相當動搖，最終決定開城投降。
在一宮城被攻下後，忠澄返回白地城向元親說明與羽柴軍的兵力和武器質素等的差距，希望能夠勸服元親投降。雖然長宗我部氏家臣反對投降，但是會議的過程卻逐漸傾向投降。對此，按《元親記》記載，元親表述了在海部表的作戰策略，形容未戰先降乃恥辱，主張就算大軍壓境亦理應奮勇對抗，又大罵主張投降的忠澄，甚至要求其切腹。對此，忠澄雖然已經準備全力一戰，但是仍然選擇退一步說服家臣聯署希望元親再三考慮，最終元親屈服，並且在7月25日接受秀長的停戰條件而投降。
四國平定後的天正14年（1586年），忠澄出戰九州征伐。在豐後爆發的戶次川之戰中，元親長子長宗我部信親戰死，元親接報後一度悲憤過度，企圖孤身衝入敵陣，但是被周遭的家臣阻止，而同樣有參戰的忠澄則奉逃至伊予日振島的元親之命，作為使者從交戰中的島津氏家臣新納忠元處領回信親的遺體，忠元一邊流淚一邊對忠澄說道：「如果我當時在場的話，一定不會殺害信親大人。我對天發誓，絕無虛言。雖說這是戰爭常事，但是確實做出了很抱歉的事。希望元親大人能夠諒解。」其後，信親的遺體被火化，由忠澄將其送至土佐岡豐城。
從九州返回四國後，忠澄當上幡多郡中村城城代，並且命令囚犯在入野濱種植松樹，通過實行這些措施在當地擔任行政工作。
慶長5年（1600年），忠澄在土佐中村城死去，享年67歲。